# Lucien Augras
Pas d'image ? Cliquez ici

a Compétitions nationales et continentales officielles uniquement.

b Matchs officiels uniquement.
Lucien Augras, né le 13 août 1912 à La Châtre (France) et mort le 6 août 1989 à Grenoble (France), est un joueur international français de rugby à XV évoluant au poste de trois-quarts aile au SU Agen. 

## Biographie
Lucien Augras joue au poste de trois-quarts aile pour le SU Agen durant sa carrière. Avec son club, il remporte le Championnat de France en 1930.
Il est également sélectionné à trois reprises en équipe de France, disputant ses trois matchs dans le Tournoi des Cinq Nations en 1931,.

## Palmarès
- Vainqueur du Championnat de France en 1930 avec le SU Agen.